# Injeção intracardíaca

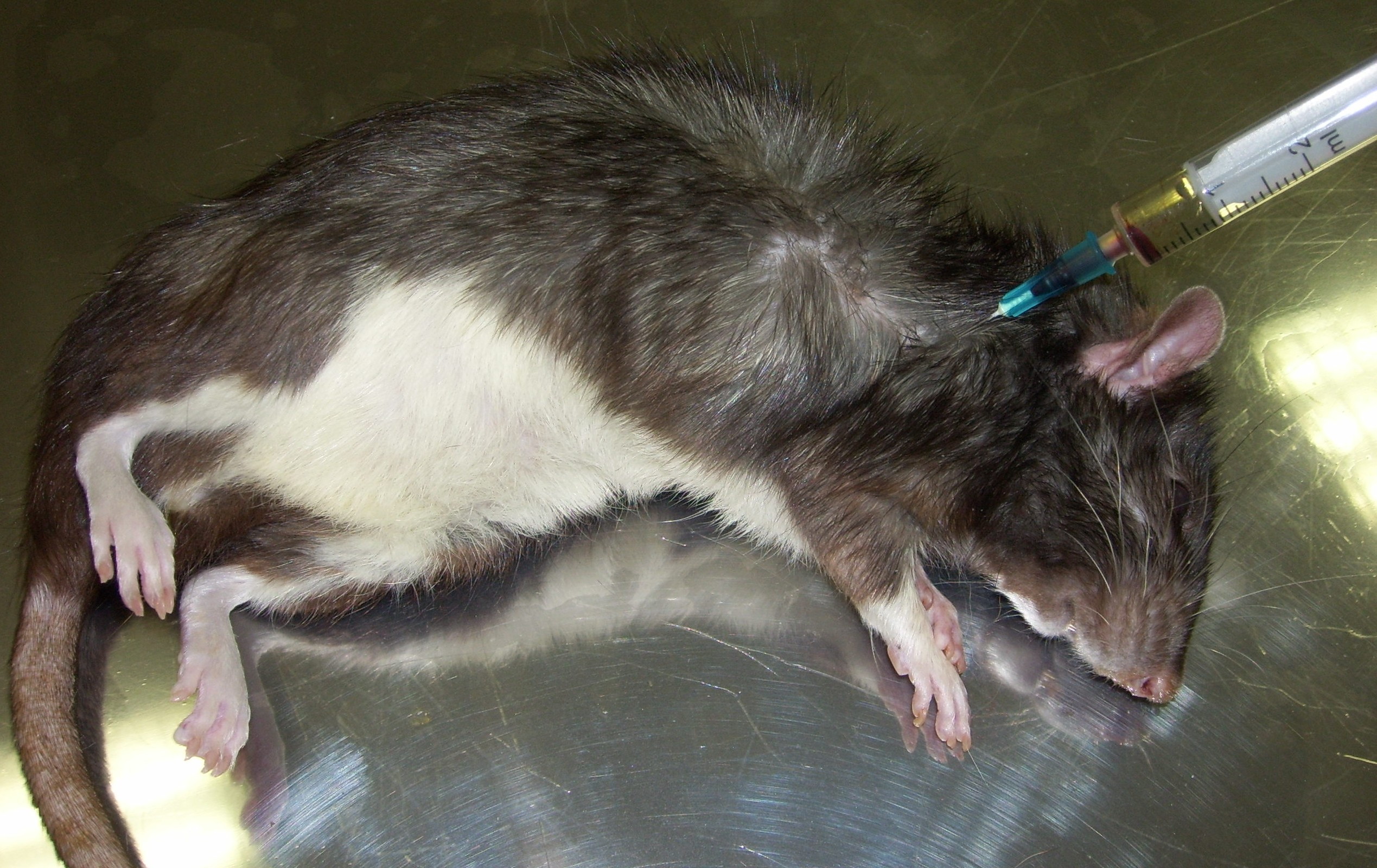
Injeção intracardíaca em um rato para eutanásia.

Injeção intracardíaca ou via intracardíaca é uma via de administração reservada ao ventrículo esquerdo onde aplica-se adrenalina. Por ser um procedimento de alto risco (riscos de perfuração pulmonar com pneumotórax, injeção na própria parede cardíaca e distribuição de vasos coronarianos) só é indicada em casos extremos, como uma ressuscitação.